# Oikopleuridae
Oikopleuridae es una familia de la clase Appendicularia constituida por organismos planctónicos de unos pocos milímetros de longitud. Por lo común habitan en aguas cálidas tropicales y templadas.

## Descripción
Los oikopleuridos están caracterizados por la presencia de un endostilo y de un canal pleural. Adicionalmente presentan un corazón desarrollado.

## Taxonomía
La familia Oikopleuridae está conformada por las siguientes subfamilia y géneros:
- Bathochordaeinae
  - Bathochordaeus Chun, 1900
  - Mesochordaeus Fenaux & Youngbluth, 1990

- Oikopleurinae
  - Althoffia Lohmann, 1892
  - Chunopleura Lohmann, 1914
  - Folia Lohmann, 1892
  - Megalocercus Fenaux, 1993
  - Mesoikopleura Fenaux, 1993
  - Oikopleura Martens, 1830
  - Pelagopleura Lohmann in Lohmann & Buckmann, 1926
  - Stegosoma Chun, 1887

## Distribución
Los oikopleuridos se les suele hallar en todos los océanos y mares cálidos y templados de planeta.